# Mallika Sherawat
Mallika Sherawat (nacida como Reema Lamba el 24 de octubre de 1976) es una actriz india que ha trabajado en películas en hindi, inglés y chino. Conocida por su actitud atrevida en la pantalla en películas como Khwahish (2003) y Murder (2004), Sherawat se ha establecido como un símbolo sexual y como una de las celebridades más populares en el ambiente de Bollywood. Su actuación en la exitosa comedia romántica Pyaar Ke Side Effects (2006) fue alabada por la crítica especializada a nivel nacional e internacional. Desde entonces, ha aparecido en éxitos como Aap Ka Suroor - The Real Love Story, Welcome (ambas de 2007) y Double Dhamaal (2011). Ella es una de las pocas estrellas de Bollywood que han intentado incursionar en Hollywood, con películas como Hisss (2010) y Politics of Love (2011).

## Carrera

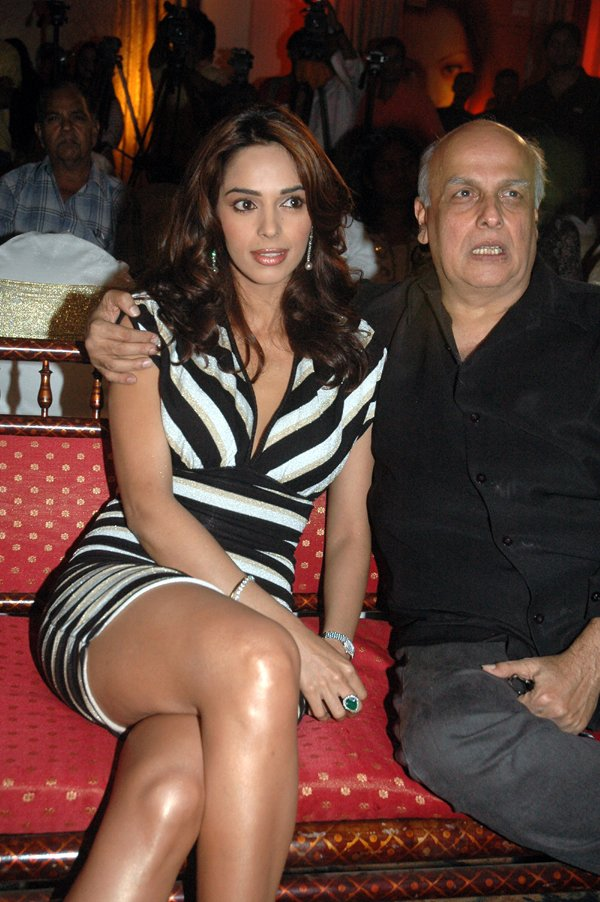
Mallika Sherawat junto a Mahesh Bhatt, 2007

### Inicios
Antes de ingresar al mundo del cine, Sherawat apareció en algunos comerciales de televisión. También apareció en el vídeo musical de la canción "Lak Tunoo" de Surjit Bindrakhia. Debutó en el cine con un pequeño rol en Jeena Sirf Merre Liye, todavía bajo el nombre de Reema Lamba.
Atrajo la atención del público con su aparición en la película de 2003 Khwahish. En 2004 protagonizó Murder, una película inspirada en la producción cinematográfica de Hollywood Unfaithfull (2002). El crítico de cine Narbir Gosal se refirió a su actuación de la siguiente manera: "Mallika tiene las habilidades para llevar a cabo un papel como este. Es segura, sexy, y sabe manejar sus escenas emocionales con dignidad". Recibió un nominación a Mejor actriz en los premios Zee Cine por su actuación en Murder. La película finalmente se convirtió en uno de los mayores éxitos en taquilla del año.

### Reconocimiento
Desde entonces, Sherawat ha sido conocida por expresar sus opiniones en público, así como por la reacción a algunas de sus declaraciones. En 2005 actuó en The Myth, una película china, junto al reconocido actor Jackie Chan. Interpretó el papel de una joven india que salva al personaje de Chan de morir en un río. The Myth fue la primera película internacional de Mallika. Su aparición en el Festival de Cannes ayudó a promocionar la película, especialmente luego de que Richard Corliss de la revista Time se refiriera a la actriz como "la próxima gran estrella".
Sus lanzamientos de 2008 fueron Ugly Aur Pagli y Maan Gaye Mughal-e-Azam. No pudieron obtener éxito en taquilla. El siguiente lanzamiento de Sherawat en Bollywood fue Double Dhamaal, que se convirtió en un éxito moderado en la taquilla. En 2009 protagonizó una película de Hollywood llamada Hisss junto a Irrfan Khan y dirigida por Jennifer Lynch. La historia, basada en la leyenda de Nāga, fue una coproducción independiente entre los Estados Unidos y la India. Endeavour Independent compró los derechos de distribución de Hisss. Sherawat la promocionó apareciendo con serpientes vivas en el Festival de Cine de Cannes en su edición de 2010. La película fue lanzada en todas las principales lenguas indias el 22 de octubre de 2010.
Sherawat protagonizó otra película de Hollywood, Politics of Love, también conocida como Love, Barack, dirigida por William Dear. En ella interpreta a Aretha Gupta, una devota coordinadora de voluntarios del entonces candidato a presidente estadounidense Barack Obama. La película fue presentada por Sherawat en Cannes el año 2010 y fue estrenada finalmente en 2011.
Mallika ganó el premio Renaissance Artist 2008 en una velada celebrada en California. El 14 de agosto de 2009, Sherawat recibió la ciudadanía honoraria de Los Ángeles en reconocimiento a los logros de su carrera y a sus esfuerzos caritativos. En 2012 apareció con la estrella de pop estadounidense Bruno Mars en el vídeoclip de la canción Whatta Man para el sitio web de humor Funny or Die. En 2014 se le pudo ver en el episodio n.º 21 de la cuarta temporada de la serie de acción estadounidense Hawaii Five-0, interpretando a Farah Khan.